# Juan Francisco Moreno Fuertes
Juan Francisco Moreno Fuertes, més conegut com a Juanfran, és un futbolista professional espanyol. Va nàixer a Madrid, l'11 de setembre de 1988. Ocupa la posició de davanter a l'Alanyaspor turc.

## Trajectòria
Format al CD Avance i al planter del Getafe CF, a la campanya 07/08 debuta amb el primer equip en un partit de la màxima categoria amb Michael Laudrup com a entrenador. Posteriorment continua als filials del Vila-real CF i del Reial Madrid.
Va debutar amb el primer equip blanc el 2 de maig de 2010 al Bernabéu contra el CA Osasuna, jugant la temporada següent a la Copa del Rei contra el Llevant.

### Betis
El juny de 2013 va fitxar pel Reial Betis, procedent del Reial Madrid. Va marcar el seu primer gol a primera divisió l'11 de maig de l'any següent, en una victòria per 4–3 a casa contra el Reial Valladolid, tot i que els andalusos van acabar descendint.

### Deportivo
L'1 de setembre de 2014, Juanfran va marxar al Deportivo de La Coruña cedit per una temporada i posteriorment va signar contracte amb el Watford FC, a canvi d'un traspàs d'1.5 milions de lliures.
Juanfran va retornar al Dépor el 16 de juliol de 2015, cedit per un any. L'estiu següent, tot i que el diari La Voz de Galicia inicialment va anunciar que signaria contracte amb el Depor per quatre anys, fou novament cedit al club gallec, aquest cop amb opció de compra.
Juanfran va signar contracte finalment amb el Deportivo el juliol de 2017, i fou titular habitual en una temporada en què l'equip va descendir. El 12 de juliol de 2018, fou cedit al CD Leganés de primera divisió, per un any.

## Estadístiques
A 6 juliol 2019
| Club               | Temporada      | Lliga   | Lliga | Copa    | Copa | Europa  | Europa | Total   | Total |
| Club               | Temporada      | Partits | Gols  | Partits | Gols | Partits | Gols   | Partits | Gols  |
| ------------------ | -------------- | ------- | ----- | ------- | ---- | ------- | ------ | ------- | ----- |
| Getafe CF          | 2007–08        | 1       | 0     | 2       | 0    | 1       | 0      | 4       | 0     |
| Getafe CF          | Total          | 1       | 0     | 2       | 0    | 1       | 0      | 4       | 0     |
| Vila-real CF B     | 2008–09        | 19      | 2     | —       | —    | —       | —      | 19      | 2     |
| Vila-real CF B     | Total          | 19      | 2     | —       | —    | —       | —      | 19      | 2     |
| Reial Madrid B     | 2009–10        | 22      | 5     | —       | —    | —       | —      | 22      | 5     |
| Reial Madrid B     | 2010–11        | 35      | 3     | —       | —    | —       | —      | 35      | 3     |
| Reial Madrid B     | 2011–12        | 39      | 5     | —       | —    | —       | —      | 39      | 5     |
| Reial Madrid B     | 2012–13        | 41      | 4     | —       | —    | —       | —      | 41      | 4     |
| Reial Madrid B     | Total          | 137     | 17    | —       | —    | —       | —      | 137     | 17    |
| Reial Madrid       | 2009–10        | 1       | 0     | 0       | 0    | 0       | 0      | 1       | 0     |
| Reial Madrid       | 2010–11        | 0       | 0     | 1       | 0    | 0       | 0      | 1       | 0     |
| Reial Madrid       | Total          | 1       | 0     | 1       | 0    | 0       | 0      | 2       | 0     |
| Reial Betis        | 2013–14        | 34      | 1     | 3       | 0    | 11      | 0      | 48      | 1     |
| Reial Betis        | Total          | 34      | 1     | 3       | 0    | 11      | 0      | 48      | 1     |
| Deportivo          | 2014–15        | 34      | 1     | 0       | 0    | —       | —      | 34      | 1     |
| Deportivo          | 2015–16        | 35      | 1     | 0       | 0    | —       | —      | 35      | 1     |
| Deportivo          | 2016–17        | 34      | 0     | 4       | 0    | —       | —      | 38      | 0     |
| Deportivo          | 2017–18        | 35      | 0     | 1       | 0    | —       | —      | 36      | 0     |
| Deportivo          | Total          | 138     | 2     | 5       | 0    | —       | —      | 134     | 2     |
| CD Leganés (cedit) | 2018–19        | 23      | 0     | 3       | 0    | —       | —      | 26      | 0     |
| Total carreras     | Total carreras | 253     | 22    | 14      | 0    | 12      | 0      | 379     | 22    |

## Palmarès

### Club
Real Madrid
- Copa del Rei: 2010–11[15]

Reial Madrid Castella
- Segona Divisió B: 2011–12[16]